# Лудвиг Енгелберт (Аренберг)
Лудвиг Енгелберт (на немски: Ludwig Engelbert Marie Joseph Augustin; * 3 август 1750, Брюксел; † 7 март 1820) от фамилията Аренберги, е херцог на Аренберг, Арсхот и Мепен, също княз на Реклингхаузен.

## Биография
Той е син на австрийския генерал маршал Карл Мария Раймунд фон Аренберг (1721 - 1778), 5. хецог на Аренберг, и на Луиза Маргарета (1730 - 1820), дъщеря-наследничка на граф Лудвиг Енгелберт фон Марк и Шлайден.
Лудвиг Енгелберт е последният херцог на Аренберг. На 9 февруари 1801 г. той загубва своето херцогство, понеже териториите на запад от Рейн, според Люневилския договор, трябва да се дадат на Франция. За компенсация на загубеното херцогство на Лудвиг Енгелберт се дава на 25 февруари 1803 г. Мепен в Емсланд и Фест Реклингхаузен като Херцогство Аренберг-Мепен.
Лудвиг Енгелберт е носител на ордена на Златното руно. През септември 1803 г., след ослепяване от нараняване при лов, той предава управлението на своя син Проспер Лудвиг от Аренберг.

## Фамилия
Лудвиг Енгелберт се жени на 19 януари 1773 г. за Луиза Антоанета Йозефина Кандида Фелицитас от Lauragais, дъщеря на граф Лудвиг Леополд от Lauraguais. Те имат шест деца:
- Паулина (1774 – 1810), омъжена за княз Йозеф II Йохан фон Шварценберг, херцог на Крумау (1769 – 1833) (Шварценберги)
- Лудвиг Енгелберт (* и † 1777)
- Проспер Лудвиг (1785 – 1861)
- Филемон Паул Мария (* 1788), домхер на Намюр
- Петер д'Алкантара Карл, (1790 – 1877), от 1828 френски херцог и пер, женен за Аликс Мари Шарлота от Talleyrand-Perigord (1808 – 1842) (Дом Talleyrand-Périgord)
- Филип Йозеф (1794 – 1815)